# Lichnofugia nigra
Lichnofugia nigra är en insektsart som beskrevs av Sigfrid Ingrisch 1998. Lichnofugia nigra ingår i släktet Lichnofugia och familjen vårtbitare. Inga underarter finns listade i Catalogue of Life.